# Екстеріоризація
Екстеріоризація (фр. exteriorisation — виявлення, прояв; від лат. exterior — зовнішній) — процес в психології, в результаті якого внутрішнє психічне життя людини отримує зовні виражену (знакову і соціальну) форму свого існування. Принципове значення поняттю екстеріоризації вперше було надано Л. С. Виготським у його культурно-історичній теорії поведінки. За цією теорією людина опановує себе як одну з сил природи ззовні — за допомогою особливої техніки знаків, створюваних культурою, так що оволодіння тим чи іншим внутрішнім психологічним процесом передбачає попередню його екстеріоризацію. Подальший розгляд проблема екстеріоризації отримала в працях радянських психологів О. М. Леонтьєва, П. Я. Гальперіна та інших.
Прикладом екстеріорізації є реалізація винахідником своїх задумів в фізично вираженій формі, такій, як схеми, креслення, текстовий опис, конструкції, пристрої та механізми.
Протилежна дія — інтеріоризація.

## Психіатрія
У психіатрії під терміном екстеріоризація мають на увазі виведення змісту ряду психопатологічних розладів (осуджуючі галюцинації, марення самозвинувачення) з попередньої неправильної, «грішної» поведінки хворого. Гіпотеза екстеріоризації зустрічається в сучасній закордонній психіатрії.